# Frías (Spanyolország)
Frías egy község Spanyolországban, Burgos tartományban. Frías Oña, Cillaperlata, Valle de Tobalina és Partido de la Sierra en Tobalina községekkel határos. Lakosainak száma 270 fő (2024).

## Népesség
A település népessége az utóbbi években az alábbiak szerint változott:
| Lakosok száma | 264  | 314  | 293  | 274  | 284  | 272  | 258  | 252  | 270  | 270  |
|               | 2001 | 2004 | 2006 | 2009 | 2011 | 2014 | 2016 | 2019 | 2021 | 2024 |